# IC 2891
IC 2891 — галактика типу SB () у сузір'ї Лев.
Цей об'єкт міститься в оригінальній редакції індексного каталогу.